# St. Benny the Dip
St. Benny the Dip is een Amerikaanse filmkomedie uit 1951 onder regie van Edgar G. Ulmer.

## Verhaal
Matthew, Monk Williams en Benny zijn drie oplichters. Op de vlucht voor de politie duiken ze onder in een kathedraal. De wijze dominee Miles leidt de politie af, zodat de drie criminelen kunnen ontsnappen. Wanneer ze weer op de vlucht zijn, denken ze na over hun leven.

## Rolverdeling
| Acteur              | Personage         |
| ------------------- | ----------------- |
| Dick Haymes         | Benny             |
| Nina Foch           | Linda Kovacs      |
| Roland Young        | Matthew           |
| Lionel Stander      | Monk Williams     |
| Freddie Bartholomew | Dominee Wilbur    |
| Oskar Karlweis      | Mijnheer Kovacs   |
| William A. Lee      | Brigadier Monahan |
| Dick Gordon         | Dominee Miles     |
| Jean Casto          | Mary Williams     |
| Eddie Wells         | Agent McAvoy      |
| James Bender        | Rechercheur       |